# Хохольна (притока Іпеля)
Хохольна (словац. Chocholná) — річка в Словаччині; ліва притока Іпеля довжиною 9 км. Протікає в округах Детва і Полтар.
Витікає в масиві Вепорські гори на висоті 965 метрів. Протікає територією сіл Латки і Малінец.
Впадає в Іпель на висоті 350 метрів.